# Cosmarium tinctum
Cosmarium tinctum là một loài Song tinh tảo trong họ Desmidiaceae, thuộc chi Cosmarium.